# 最終幻想 零式
《最終幻想 零式》
是一款由史克威爾艾尼克斯第一開發部門所推出的最終幻想系列的電子遊戲，最初在2011年10月在日本PlayStation Portable平台发行。尔后于2015年3月推出高清重制版《最终幻想 零式 HD》，对应PlayStation 4、Xbox One平台。PC上的Windows平台，亦於同年8月发售。開發早期公佈的名稱為「最終幻想Agito XIII」，其「Agito」是拉丁文，意思是「覺醒者」。儘管名稱已經沒有「XIII」，但仍属于新的水晶故事 最終幻想計劃。

## 遊戲玩法
遊戲內可操縱角色為魔導院「零班」（Class Zero）的十四名成員，被派遣至世界各地執行任務。遊戲環境在自由探索時能作出比例調節。玩家在開始時只能步行或搭乘魔導院的飛空艇前往指定地點，在擁有自己的飛空艇後則能自由前往任何地點。遊戲內容以任務為基礎，分別為主線劇情任務和支線實戰演習（Expert Trials）。任務進行期間，玩家可自由決定是否完成隨機特別任務（S.O.），如決定接受，當前隊伍的能力值可獲得暫時提高，完成後能取得獎勵。部分任務為即時策略戰鬥，玩家於世界地圖上協助和帶領友軍解放敵人城鎮。在一任務中，玩家可操作飛空艇上的砲台，擊落敵軍中的飛龍。
在戰鬥以外的自由時間，玩家可繁殖陸行鳥，從世界地圖中捕捉雄性和雌性陸行鳥，繼而在魔導院中進行配對和供給飼料，不同的配對品種和飼料種類可產生特殊陸行鳥品種。玩家亦可在魔導院回顧敵人與角色資訊、遊戲內的傳說和劇情片段。補給品和裝備可從魔導院或世界各地的非玩家角色處購買。被解放城鎮內可購買物品種類亦較多。玩家在完成遊戲後可進入多週目，在保留上週目的角色數值與持有物品下再次進行遊戲，並解鎖部分新劇情和指定角色任務。遊戲有三個難度：正常（normal）、困難（hard）和不可能（impossible）。

### 戰鬥系統
遊戲採用近似《核心危機 -最終幻想VII-》的即時動態戰鬥系統。玩家可派遣三名零組成員作戰，戰鬥中可任意更換操縱角色，其餘兩人由AI控制。假如操縱角色戰敗，玩家可立即選擇切換至另一角色，戰敗角色在當前任務內將無法使用。每位角色均有獨特武器，各人的特殊攻擊可在取得經驗值提升角色等級後逐步習得。戰鬥進行期間，當前操縱角色能在攻擊時鎖定和轉換目標，敵人進行攻擊時會在指定時機出現「破解之印」（Break Sight）或「死亡之印」（Kill Sight），在此際進行精準攻擊能對敵人造成重大傷害或一擊殺敵。
三名出戰的零班成員可進行名為「三位一體」（Trinity）的聯合攻擊，在沒有使用次數限制下對敵方一員造成重大傷害。此外所有零班成員均可召喚名為「軍神」（Eidolon）的召喚獸，以放棄自身所有生命值為代價操縱指定召喚獸作戰。各召喚獸擁有其技能和能力參數，於戰場活動一段時間後會自動消失。遊戲內的六種召喚獸種類為希瓦（Shiva）、伊夫里特（Ifrit）、巨像（Golem）、奧丁（Odin）、迪亞波羅斯（Diablos）和巴哈姆特（Bahamut），各種類內有不同變化型，當中大多須透過完成遊戲或指定任務取得。
敵人種類包括人類以及曾在過往最終幻想系列作品中登場的怪物，部分敵人只在世界地圖內出現。敵人被擊敗後將掉落「幻能」（Phantoma），能補充戰鬥角色的魔法值及作為魔法強化系統之元素。遊戲有五種魔法技能，分別以不同武器種類命名，例如「來福槍」（Rifle）魔法以直線前進，「導彈」（Missile）魔法能自動追蹤目標。魔法的攻擊力能透過長按對應按鈕提高。
遊戲設有讓玩家進行戰鬥練習的鬥技場，出戰角色亦可從中取得經驗值和幻能，每次能進行最多二十場戰鬥。

## 情節設定

奧利恩斯地圖

奧利恩斯四大水晶國家旗幟。由左上至右分別為「朱雀」、「白虎」、「玄武」和「蒼龍」

遊戲世界為「奧利恩斯」（Orience），被劃分為四個「水晶國家」（Crystal State），各國管有一顆四象水晶並以其對應靈獸作為國徽：朱雀領路布姆（Dominion of Rubrum）持有朱雀水晶，被賦予魔法力量；米利特斯皇國（Militesi Empire）持有白虎水晶，被賦予科技力量；康克迪亞王國（Kingdom of Concordia）持有蒼龍水晶，被賦予龍和操縱怪物的力量；羅利卡同盟（Lorican Alliance）持有玄武水晶，被賦予防禦力量。各國設有學院研究和保護水晶。四顆水晶均能挑選其國民作為僕役「路希」（l'Cie），對他們烙上烙印並賦予一項「使命」（Focus），路希因而獲得較長的壽命和可在完成使命後成為水晶，但也會隨著時間失去記憶與自我。水晶亦會使國民失去對死者的記憶，使他們不被遺憾牽絆。奧利恩斯流傳著一項傳說：世界將被災難「終焉」（Tempus Finis）毀滅，唯有救世主「覺醒者」（Agito）能拯救世界。

## 故事劇情
白虎在希德元帥帶領下入侵朱雀，以水晶干擾器封鎖作為朱雀軍魔力來源的水晶並長驅直入，在朱雀士兵伊薩納（Izuna）犧牲下，不受干擾器影響的朱雀魔導院精英班別「零班」投入戰鬥，成功阻止白虎軍隊佔領魔導院。事後新成員馬其納與蕾姆加入零班，十四人在隊長暮雨和魔導院魔法局長艾蕾希亞帶領下逐步奪回朱雀領土。
不久白虎以大陸破壞兵器摧毀玄武首都，蒼龍介入呼籲停戰，零班、朱雀高層與蒼龍女王於白虎首都準備簽署和約，馬其納亦在此際獲悉其兄長伊薩納因零班而死，自身被朱雀政府安排進入零班之目的是為監視其成員和艾蕾希亞。蒼龍女王在和約簽署前被暗殺，零班被誣陷為兇手後逃離白虎國境返回朱雀，同時馬其納為避免失去蕾姆而成為白虎路希，最後離開零班。
蒼龍與白虎締結同盟向朱雀開戰，朱雀被迫同時抵禦兩軍攻勢，最終在軍神與零班活躍下獲勝並乘勢統一奧利恩斯。「終焉」此時突然降臨世界，從不明神殿萬魔殿（Pandaemonium）而來的大軍開始殺戮奧利恩斯人民，希德元帥成為萬魔殿審判者（Rursus Arbiter），對前來阻止終焉的零班進行審判。審判過程中，零班拒絕成為朱雀水晶的路希，蕾姆因其有限生命選擇成為路希與馬其納於萬魔殿內展開戰鬥，馬其納重創蕾姆後二人完成使命成為水晶，同時零班無法通過審判而受重傷，眾人在馬其納與蕾姆的靈魂協助下擊敗審判者希德並阻止終焉，但最終全部傷重死亡。四象水晶於戰爭結束後失去力量，奧利恩斯人民擁有了對死者的記憶，馬其納與蕾姆從水晶狀態復原後協助重建奧利恩斯，多年後馬其納把零班的事跡記錄下來流傳後世，在蕾姆陪伴下離世。

## 登場人物
遊戲主角為朱雀領路布姆魔導院零班的十四名候補生，原班十二人為卡牌手艾斯（Ace）、魔笛手蒂絲（Deuce）、弓手托雷（Trey）、魔槍手凱特（Cater）、錘手莘柯（Cinque）、鐮刀手薩絲（Sice）、鞭劍手瑟溫（Seven）、拳手艾特（Eight）、長槍手奈恩（Nine）、太刀手傑克（Jack）、劍士葵因（Queen）和槍手金恩（King），兩名新成員分別為螺旋劍手馬其納·久那岐（Machina Kunagiri）與短刀手蕾姆·時宮（Rem Tokimiya），二人亦擔任遊戲旁白與支線劇情主角。其餘角色包括零班隊長暮雨·须佐耶（Kurasame Susaya）、魔導院魔法局局長艾蕾希亞·艾爾拉希亞（Arecia Al-Rashia）、白虎元帥希德·欧斯坦（Cid Aulstne）、蒼龍女王安德莉亞·卡亞·朵蘭卡·法姆·佛乔利歐（Andoria Kaya Tranka Fam Forturio）等三十多人。

## 開發與發行

《最终幻想 Agito XIII》初期宣傳海報，圖中為0班人物

遊戲構思在2005年已經存在，當時名為「最终幻想Agito XIII」並被計劃作為《新的水晶故事 最終幻想》系列內的作品之一。鑑於當時對應手机的《危機之前：最終幻想VII》廣受欢迎，因此《Agito III》亦被計畫作為手機遊戲，並在2006年的E3展上展示。但在遊戲開發上，因当时手机无法提供他们所需要的功能。例如，螢幕中無法显示需要的指令按钮。但本遊戲在開發時即計畫成為最終幻想的數字系列作品。最終在2008年8月2日，史克威爾宣布《最终幻想Agito XIII》更換平台，停止开发手机版，改开发PlayStation Portable版。
2011年1月18日，在日本東京游戏首次公開，名稱從「最終幻想Agito XIII」改为「最終幻想 零式」。同月27日，並向發布新預告片。同時，史克威爾在歐洲註冊「零式」標誌。本遊戲需要兩枚PSP UMD。遊戲测试版發布於2011年8月11日，提供給日本用戶在PlayStation Network上下載。第二個测试版本發布於同年11月22日。為了解開特別的服裝，道具和經驗值等，用户可以從测试版所保存的數據轉移到完整版。
遊戲的劇情被認為是「龐大的」，它被描述為一款角色扮演游戏，但并不是「大型多人遊戲」。總監田畑端描述「覺醒者是從各種概念的形成一個主標題」，其中包括四個幻想的碰撞（世界觀），戰鬥之間的魔法和武器（戰鬥），普通与不平凡（雙方的現實）等。
遊戲的主題曲由《零》（ゼロ），由BUMP OF CHICKEN演唱。2010年12月史克威爾註冊「壹式（Type-1）」、「貳式（Type-2）」、「參式（Type-3）」等這幾個商標，因為他們希望将遊戲分拆成自己的子系列，其餘還沒有相關細節。
2013年，在iOS和Android平台发布《最终幻想Agito》，採用与本作相同的世界觀，並於冬季開始下載。
在2014年的東京電玩展，史克威爾宣布「零式」將會在次世代主機推出高清版（PS4與Xbox One）《最終幻想 零式HD》。並於2015年3月，在日本，北美，歐洲等地區上市。《最終幻想 零式HD》的首發限定版包括测试版的《最終幻想XV》Episode Duscae，但刪除連線系統僅保留单人模式，並加上第四個難度「容易」。

### 本地化
遊戲開發時未有英語化之計畫，田畑端表示希望遊戲能推廣到北美玩家。在本遊戲的官方攻略與設定集上，可能发布一個國際版本，但最後并未在北美或歐洲地區發布。
史克威爾曾考慮在英國開發PlayStation Vita版本，但當時PSP仍為主流。Joystiq覺得只有《最终幻想X》、《女神異聞錄4》等PlayStation 2遊戲能升級到Vita平台 。但後來当聽聞Vita版「没希望」後，2012年的E3也無任何消息。而在當時亦有推測Sony以PSP Remasters方法重新发布HD版，是本地化的最有效方法。2012年10月，多個來源提到在2012年東京電玩展中「《零式》的英文版本目前仍未开始」。此後，田畑端曾表示主要是西方PSP市場不稳定，而且Vita在不確定的状态中。
2012年11月的GameSpot採訪，田畑端對在北美與歐洲發行之問題表示：
由於市場的原因，我們正在採取新的计划，感到该游戏对北美和歐洲的粉絲十分重要，所以如果有機會且决定好，我們这次会认真考虑。
 — 田畑端， Fantasy Star: Talking to Final Fantasy Scenario Director Hajime Tabata
後來，在2013年9月，田畑端接受USGamer訪問，對問及《零式》是否進入西方市場時，他表示希望能替北美與歐洲玩家提供零式與《Agito》完整的遊戲體驗，但不會重新做PS3高清版，只有掌上型游戏机版。最後在2014年的東京電玩展上，確定「零式」以HD版的形式在北美和歐洲地區的次世代主機上發表。之後亦於亞洲首次推出本作PS4中文版。

## 評價
遊戲發行後首週銷量為472,253份，數量為發行量的79.08%，截至2012年1月16日，遊戲於日本售出746,203份。
Fami通與電擊PlayStation對遊戲劇情予以好評，Fami通認為《零式》提供了高密度的《最终幻想》式体验，超越了其作為支線作品的定位，戰鬥系統动作性很强，非常爽快。電擊PlayStation讚揚遊戲的充足的内容量和緊張的戰鬥，但認為地图导航系统欠佳和部分探索設定未夠吸引。
PlayStation LifeStyle讚揚遊戲角色與較黑暗的呈現手法，認為相當有力和出色，但部分角色的介紹方式頗為突兀；RPG Site表示玩家會對劇情的規模感到滿意，也讚揚遊戲對新的水晶故事 最终幻想神话背景的處理手法，但有感製作者只求方便而加入部分劇情元素，亦批評玩家須進行第二輪遊戲後才能獲得完整劇情資訊。亦認為遊玩方式虽能鼓勵玩家深入地進行遊戲但未有顧及新手玩家，角色升級系統亦不易應付；两者都批評了遊戲角色的AI。

## 關聯商品

### 書籍
相關攻略本則有《最終幻想 零式 世界預覽》（2011年10月13日發售。出演聲優的簽署、角色介紹、出演聲優訪談、員工訪談等收錄）、《FINAL FANTASY 零式 PSP版 救世主指南之書》（2011年10月27日發售。任務解説、主要人物能力解説、導演田畑端訪談等收錄。特典如『FF-TCG』的PR卡「Mákina」同附，2011年11月7日付的週間公信榜BOOK總和走向有8位獲得。推定記錄銷售數量17050部）、《最終幻想 零式 明信片書》（2011年10月27日發售。人物CG插圖、角色紹介等收錄）、《最終幻想 零式 Ultimania》（2011年11月30日發售。角色介紹、情景攻略、地圖攻略、工作人員採訪等收錄，2011年12月12日付的週間公信榜BOOK總和動態獲得第2名。推定記錄銷售數量38765部）和《最終幻想零式 公式設定資料集--朱之秘史》（2012年2月23日發售。收錄主要角色CG插圖、登場人物、軍神、飛空艇和背景等未公開設定畫）。
而小說有《GAME NOVELS 最終幻想 零式 Change the World -The Answer-》（2012年4月21日發售）和《GAME NOVELS 最終幻想 零式 2卷 Change the World 〜倒數第二個真相〜》（2012年6月28日發售）。
還有漫畫《最終幻想 零式》，於2012年4月21日發售作畫為塩沢天人志、腳本是千葉廣樹，由月刊少年ガンガン2011年12月號連載。此外《最終幻想 零式外傳 冰劍的死神 1卷》在2012年9月22日發售。

## 续作
史克威尔艾尼克斯在2015年东京游戏展上公布了《最終幻想 零式 Online》（发售时定名《最终幻想 觉醒》）。该作将沿袭《零式》的世界观，而游戏平台为智能手机平台iOS、Android以及PC。游戏由中国大陆游戏公司完美世界负责开发。

## 外部連結
- Fabula Nova Crystallis　日文官網
- 零式HD日文官網 （页面存档备份，存于）